# Coppa di Grecia 2010-2011 (pallacanestro maschile)
La Coppa di Grecia 2010-2011 è la 36ª Coppa di Grecia di pallacanestro maschile.

## Squadre
Partecipano le 46 squadre iscritte alla A1 Ethniki, A2 Ethniki e B Ethniki. Le sei migliori squadre della
A1 Ethniki 2009-2010 entrano in gioco solo ai quarti di finale, mentre le altre squadre si sfidano per i due posti restanti.

## Partite

### Fase A

#### Primo turno
| Squadra 1            | Risultato | Squadra 2          |
| -------------------- | --------- | ------------------ |
| Aeolus Trikala       | 63 - 54   | Apollon Patrasso   |
| Megas Alexandros     | 55 - 92   | Pagrati Atene      |
| Anagennisi Flogas    | 62 - 88   | Drama              |
| Olympia Larissa      | 0 - 20    | Olympias Patrasso  |
| AEK Argos            | 71 - 77   | Ikaroi Serron      |
| MENT BC Vassilakis   | 55 - 78   | Amyntas            |
| Apollōn Kalamarias   | 51 - 77   | Lavrio             |
| Doxa Lefkadas        | 57 - 48   | Diagoras Rodi      |
| Ermis Peramatos      | 66 - 61   | Pierikos Archelaos |
| Aias Evosmou         | 55 - 65   | Panelefsiniakos    |
| A.C. Doukas          | 53 - 69   | Neas Kīfisias      |
| Aigaleō              | 64 - 80   | Arkadikos          |
| M.A.S. Ermis Lagkada | 20 - 0    | Trikala 2000       |
| Stratoniou           | 20 - 0    | Koroivos Amaliadas |
| OFĪ Creta            | 96 - 92   | Rethymnou          |
| Panerithraikos A.S.  | 69 - 55   | Near East          |

#### Secondo turno
| Squadra 1           | Risultato | Squadra 2            |
| ------------------- | --------- | -------------------- |
| Doxa Lefkadas       | 53 - 60   | Ikaroi Serron        |
| Arkadikos           | 85 - 63   | Olympias Patrasso    |
| Panelefsiniakos     | 66 - 68   | Drama                |
| Ermis Peramatos     | 71 - 67   | Aeolus Trikala       |
| OFĪ Creta           | 82 - 84   | Pagrati Atene        |
| Panerithraikos A.S. | 72 - 76   | Amyntas              |
| Neas Kīfisias       | 69 - 63   | Lavrio               |
| Stratoniou          | 63 - 77   | M.A.S. Ermis Lagkada |

### Fase B

#### Primo turno
| Squadra 1            | Risultato | Squadra 2         |
| -------------------- | --------- | ----------------- |
| Amyntas              | 83 - 76   | Kavala            |
| Drama                | 58 - 65   | Paniōnios         |
| Īraklīs Salonicco    | 0 - 20    | Ikaros Kallitheas |
| Ermis Peramatos      | 91 - 74   | Neas Kīfisias     |
| Ikaroi Serron        | 61 - 80   | Peristeri         |
| AEK Atene            | 57 - 87   | Arīs Salonicco    |
| M.A.S. Ermis Lagkada | 93 - 82   | Pagrati Atene     |
| Arkadikos            | 87 - 73   | Īlysiakos         |

#### Secondo turno
| Squadra 1            | Risultato | Squadra 2         |
| -------------------- | --------- | ----------------- |
| Arīs Salonicco       | 77 - 61   | Peristeri         |
| Ermis Peramatos      | 63 - 81   | Paniōnios         |
| Amyntas              | 73 - 74   | Ikaros Kallitheas |
| M.A.S. Ermis Lagkada | 88 - 80   | Arkadikos         |

#### Terzo turno
| Squadra 1            | Risultato | Squadra 2         |
| -------------------- | --------- | ----------------- |
| M.A.S. Ermis Lagkada | 64 - 90   | Arīs Salonicco    |
| Paniōnios            | 66 - 77   | Ikaros Kallitheas |

### Fase C

#### Tabellone
|  | Quarti di finale | Quarti di finale | Quarti di finale |  |  | Semifinali     | Semifinali     | Semifinali    | Semifinali    |    |  | Finale     | Finale     | Finale |  |
|  |                  |                  |                  |  |  |                |                |               |               |    |  |            |            |        |  |
|  | PAOK Salonicco   | PAOK Salonicco   | 74               |  |  |                |                |               |               |    |  |            |            |        |  |
|  | Ikaros Kallithea | Ikaros Kallithea | 58               |  |  | PAOK Salonicco | PAOK Salonicco | 60            | 61            |    |  |            |            |        |  |
|  | Panellīnios      | Panellīnios      | 57               |  |  | Olympiakos     | Olympiakos     | 79            | 89            |    |  |            |            |        |  |
|  | Olympiakos       | Olympiakos       | 85               |  |  |                |                |               |               |    |  | Olympiakos | Olympiakos | 74     |  |
|  | Kolossos Rodi    | Kolossos Rodi    | 62               |  |  |                |                | Panathīnaïkos | Panathīnaïkos | 68 |  |            |            |        |  |
|  | Panathīnaïkos    | Panathīnaïkos    | 84               |  |  | Panathīnaïkos  | Panathīnaïkos  | 87            | 70            |    |  |            |            |        |  |
|  | Aris Salonicco   | Aris Salonicco   | 20               |  |  | Aris Salonicco | Aris Salonicco | 58            | 74            |    |  |            |            |        |  |
|  | Maroussi         | Maroussi         | 0                |  |  |                |                |               |               |    |  |            |            |        |  |